# Jüri Ratas
Jüri Ratas (Tallin, 2 de julho de 1978) é um político estoniano que foi primeiro-ministro da Estônia de 23 de novembro de 2016 a 26 de janeiro de 2021. Ele é o atual líder do Partido do Centro Estónio.